# 古津八幡山遺跡
古津八幡山遺跡（ふるつはちまんやまいせき）は、新潟県新潟市秋葉区古津、金津および蒲ヶ沢にまたがる遺跡。遺跡の中には、古津八幡山古墳もある。
新津丘陵西側の尾根に立地する、弥生時代後期から古墳時代前期にかけての遺跡である。尾根頂上の標高は53メートル。2005年におよそ11.5ヘクタールが国の史跡に指定される。北陸系の高地性環濠集落としては最北端である。

## 沿革
1987年、磐越自動車道建設に伴う古津、金津、蒲ヶ沢の遺跡範囲確認調査により確認された。その後の協議で、遺跡の主要部分は現状保存されることに決まった。これまでに、新津市教育委員会が14回、新潟市教育委員会が1回調査を行っている。

## 遺構
- 環濠8

断続的ではあるが、二重で断面がV字型。最大3メートル、深さ2メートル。環濠の外側に掘削した土砂を土塁状に盛って造成されたと考えられる。
- 竪穴建物跡45

環濠の内部や溝で区画された丘陵の頂部に建設。平面形は、隅丸方形。1辺4-5メートル。4本の主柱穴や貯蔵穴、中央部分に炉があるのがほとんどである。排水溝あり。
- 方形周溝墓2

埋葬施設より、鹿角装鉄剣、アメリカ式石鏃が出土。竪穴建物と同時期に作られたため、居住区域とは区別された墓域であったと考えられる。
- 前方後方形周溝墓1

環濠に囲まれた丘陵頂上部で単独で発見。出土物は少なかった。集落廃絶直後の、弥生時代末期の物と考えられる。

## 遺物

### 土器
北陸系・東北系（天王山式系）・在地折衷系（八幡山式）の三系統の土器。竪穴建物・方形周溝墓、環濠から出土したので、同時に作成したと考えられる。このことから、東北会津や北陸地方中西部との関わりがあったことが推察される。

### その他
- 石鏃64（うちアメリカ式石鏃が9）
- 敲石58
- 砥石34
- 礫石多数

## 古津八幡山古墳
古墳時代前期のもので、直径60メートルの円墳で北側に張り出している。かつて集落があった新津丘陵の尾根の先端に築かれた。墳頂部分が広く、古墳の南側には周溝が残る。同時期の住居は無く、単独で古墳が存在する。首長の墓と考えられる。新潟県内最大規模であり、菖蒲塚古墳を上回っている。

## 史跡公園・弥生の丘展示館

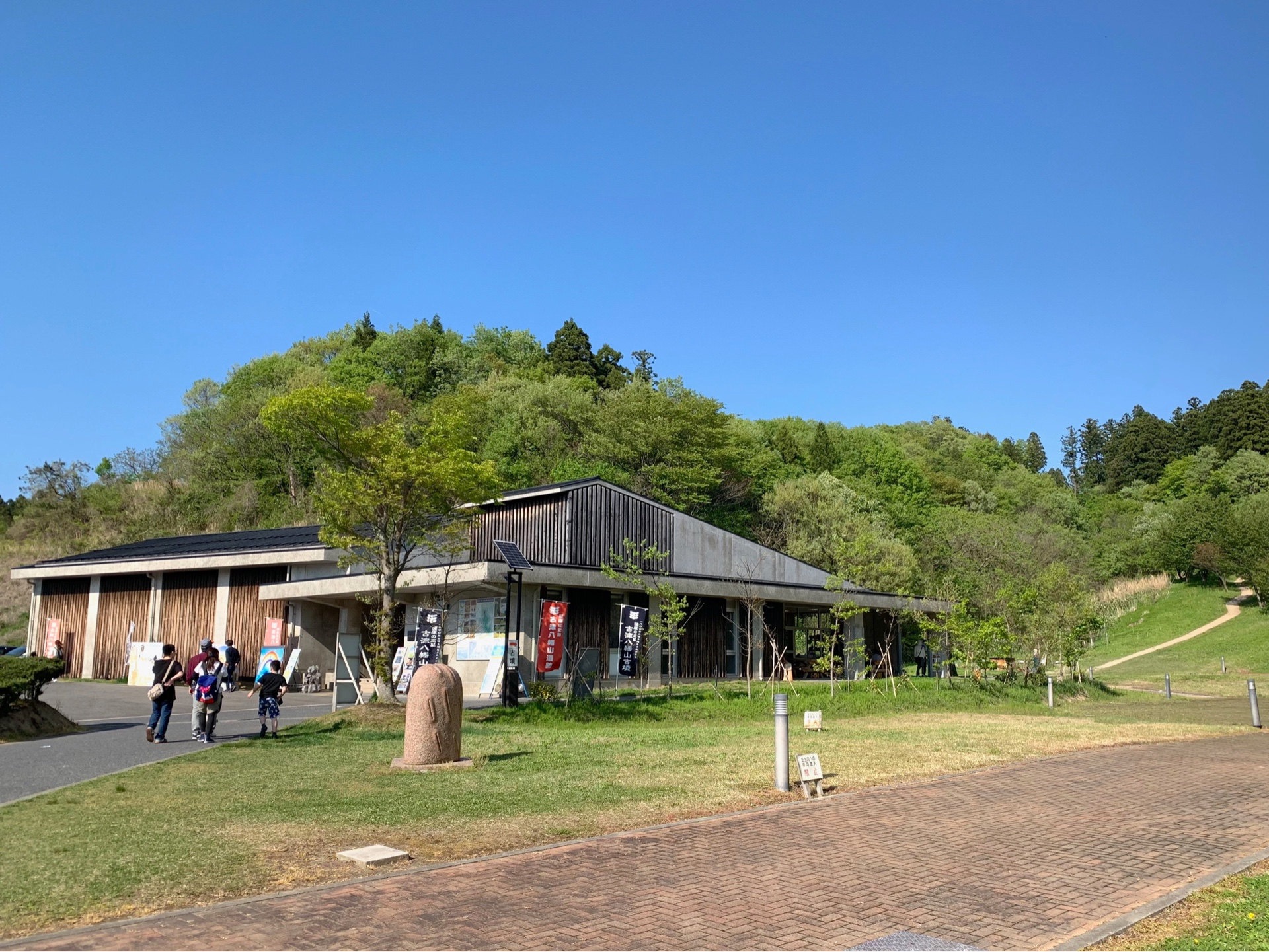
弥生の丘展示館の外観。右奥は史跡公園への散策路（2019年5月）

2006年度から2009年度にかけて遺跡の復元整備工事が行われ、史跡公園として公開されている。
2012年春にはガイダンス施設「弥生の丘展示館」がオープンし、出土品の展示・解説や遺跡にまつわる各種展示、体験イベントなどが行われる拠点となっている。
弥生の丘展示館から遺跡にかけては遊歩道が整備されている。

## ギャラリー

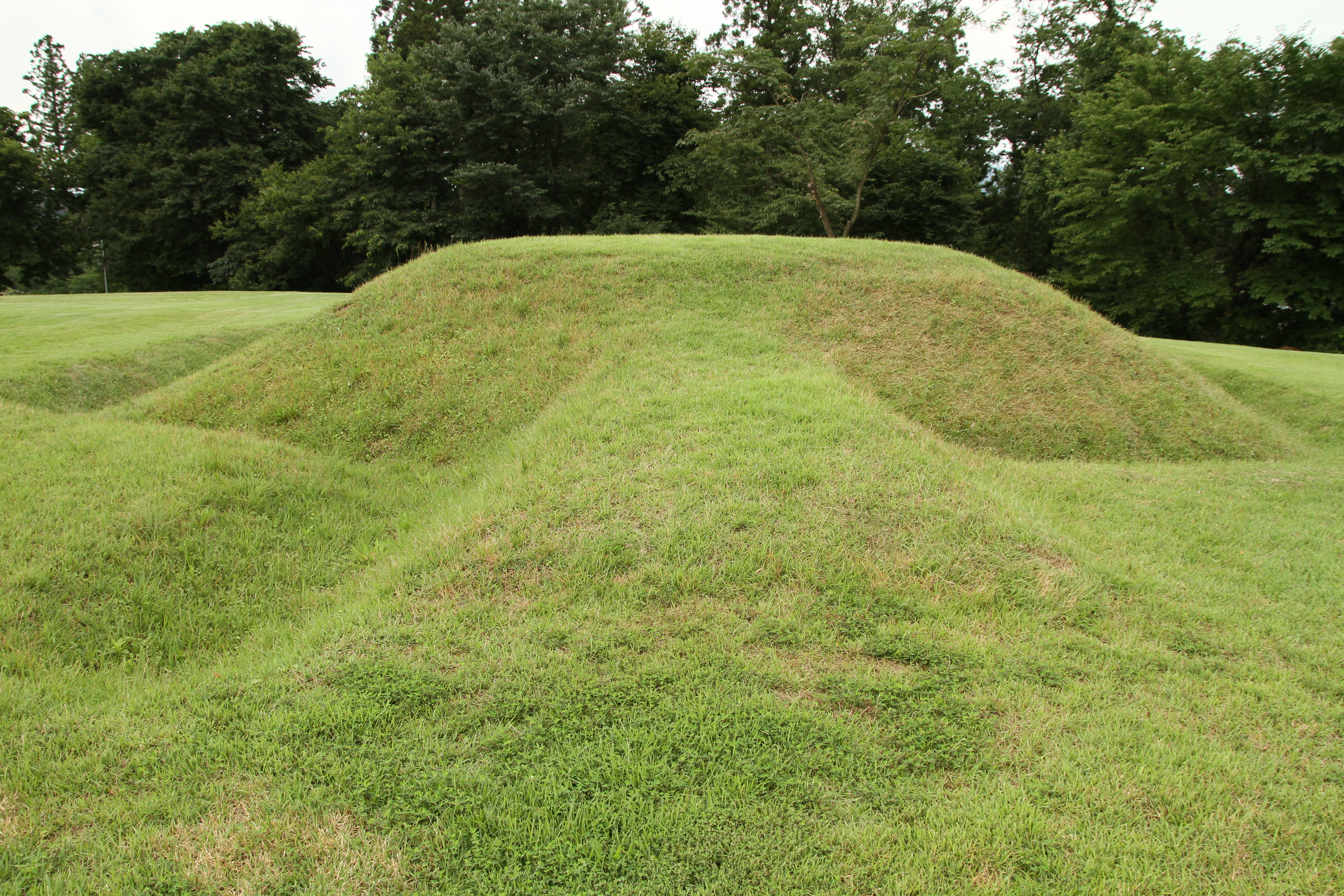
前方後方形周溝墓
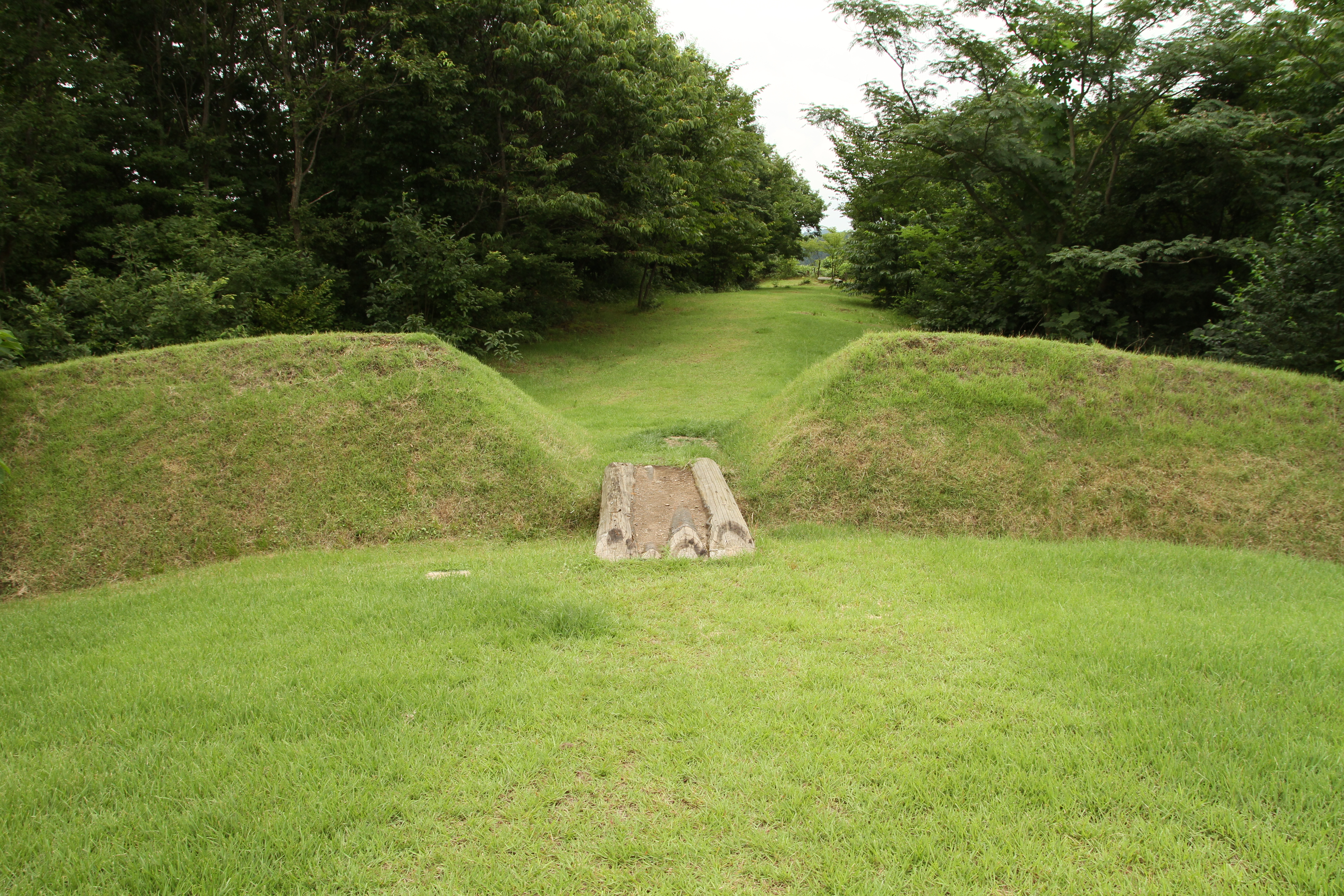
条溝と土塁
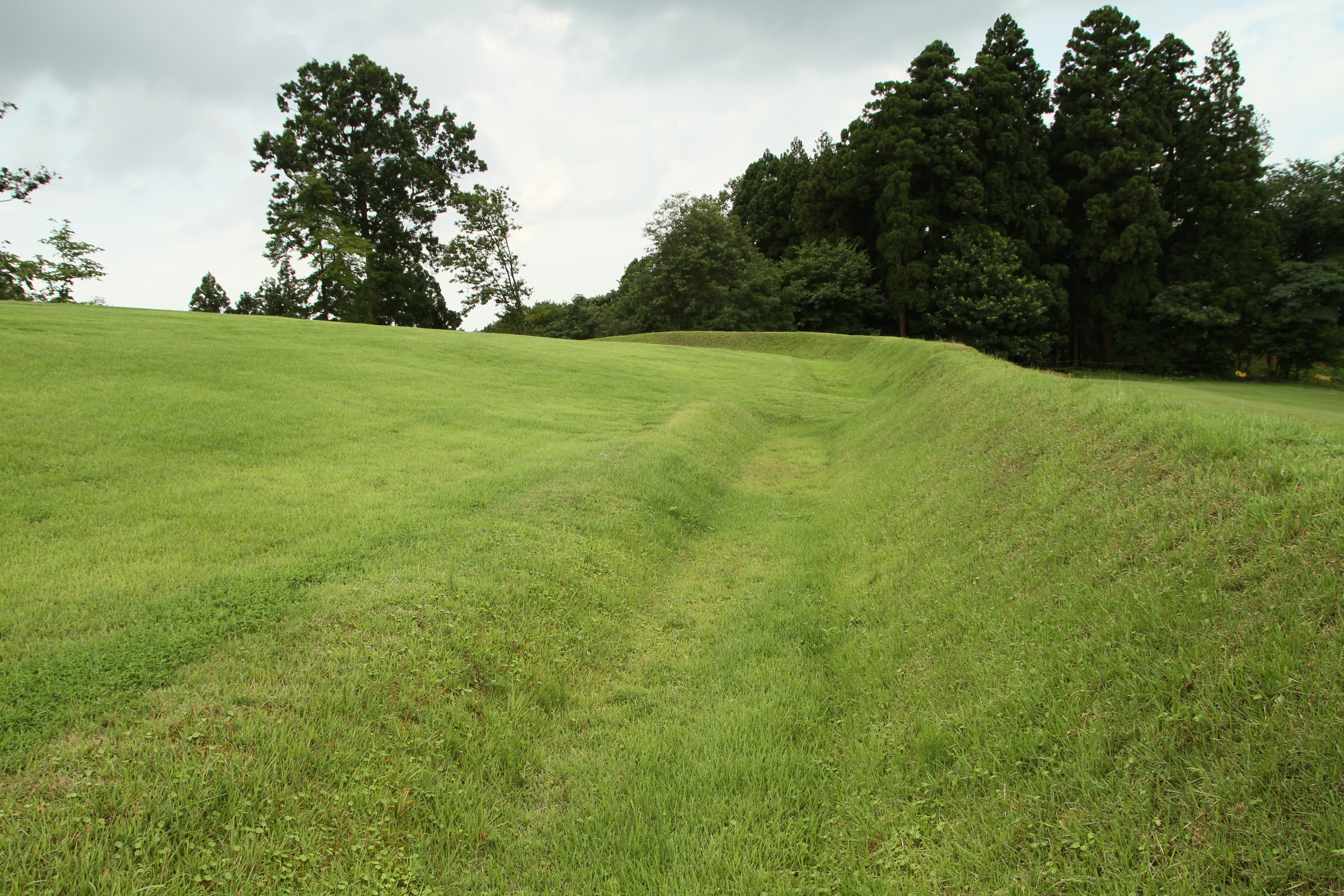
環濠
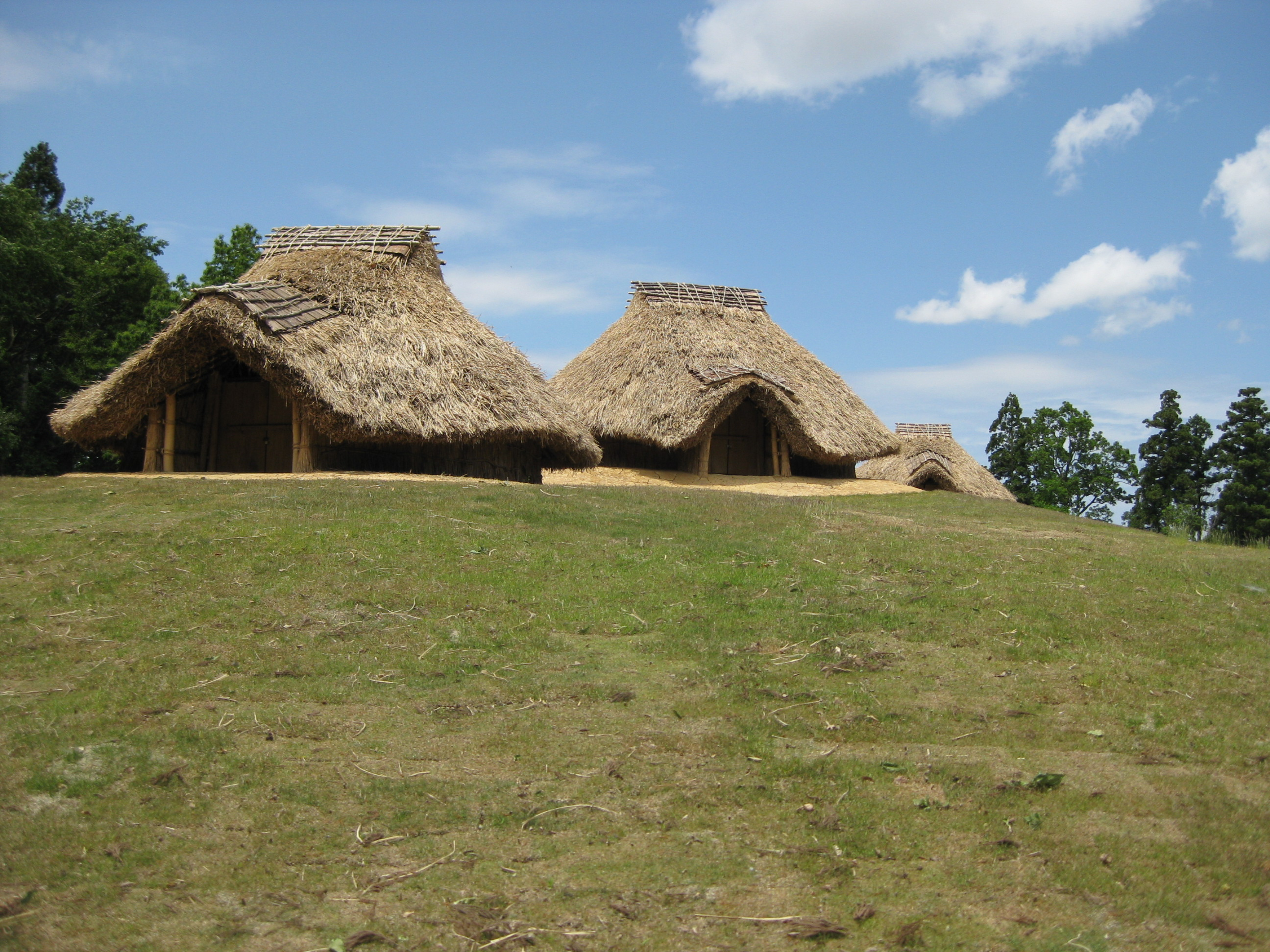
復元された竪穴建物

## 交通アクセス
「花と遺跡のふるさと公園」内にある。同公園へのアクセスは新潟市新津美術館#交通を参照。